# Nummerierung (Informatik)
Eine Nummerierung einer Menge {\displaystyle M}, im Sinne der Berechenbarkeitstheorie, ist eine möglicherweise partielle surjektive Funktion {\displaystyle \nu :\mathbb {N} \to _{p}M}.
Nummerierungen und die verwandten Notationen sind z. B. Werkzeuge beim Beweis der Äquivalenz von Register- und Turingmaschinen.
Wenn die Zuordnung berechenbar ist, spricht man auch von einer effektiven Nummerierung.

## Bemerkungen
- Man vergibt für alle {\displaystyle m\in M} eine Nummer {\displaystyle n\in \mathbb {N} } mit {\displaystyle \nu (n)=m}.
- Es müssen nicht alle Nummern vergeben sein, z. B. {\displaystyle \nu (3)=\bot }. Das bedeutet: der Wert an der Stelle 3 ist undefiniert bzw. eine Registermaschine, deren Maschinenfunktion {\displaystyle \nu } ist, würde bei der Eingabe 3 in eine Endlosschleife geraten.
- Ein {\displaystyle m\in M} darf auch mehrere Nummern haben.